# Tomoyuki Oka
Tomoyuki Oka (岡 倫之 Oka Tomoyuki, nacido el 12 de junio de 1991) es un luchador profesional japonés, quien trabaja actualmente en la New Japan Pro-Wrestling (NJPW) y a través de su relación de trabajo que también trabaja regularmente para Revolution Pro Wrestling (RevPro).
Oka es una vez campeón mundial al haber logrado una vez el Campeonato Peso Pesado Británico. También ha sido dos veces Campeón en Parejas de la IWGP.

## Primeros años
Oka se destacó en la lucha libre amateur mientras estaba en la escuela, ganando el All Japan Wrestling Championship en la clase de 120 kg de estilo libre en 2012. Oka conoció a Takaaki Kidani, presidente de Bushiroad en 2013, y firmó con la New Japan Pro-Wrestling (NJPW) poco después, pero no comenzó a entrenar hasta 2015, ya que todavía estaba en la universidad en ese momento. Oka es un ávido fanático del anime, citando a Milky Holmes como su anime favorito. En el pasado, Oka también compitió en judo, karate, sambo, kickboxing, pankration, jiu-jitsu y artes marciales mixtas.

## Carrera

### New Japan Pro-Wrestling (2015-presente)
Oka comenzó a entrenar con la New Japan Pro-Wrestling (NJPW) en 2015, e hizo su debut en el ring el 25 de febrero de 2016, luchando contra su compañero novato Katsuya Kitamura en un empate en un dark match en Lion's Gate Project 1. Oka y Kitamura lucharon para otro empate en un dark match el 1 de septiembre en Lion's Gate Project 3. Oka hizo su debut televisado el 3 de enero de 2017, perdiendo ante su entrenador Yuji Nagata. Oka perdió una vez más contra Nagata el 27 de enero, el 31 de enero y el 2 de febrero. El 9 de febrero, Naka, Hirai Kawato y Jushin Thunder Liger derrotaron a Oka, Yoshitatsu y Henare.
La primera victoria de Oka llegó el 21 de febrero, cuando derrotó a Henare a través de la detención del árbitro después de que Henare sufriera una lesión en el tobillo durante su lucha. El 13 de abril en Lion's Gate Project 4, se unió a su entrenador Yuji Nagata para derrotar a Katsuya Kitamura y Manabu Nakanishi. El 22 de julio, él y Nagata derrotaron a Kitamura y Hiroshi Tanahashi. Oka luego formó un equipo llamado "Monster Rage" con Kitamura. Del 12 de octubre al 21 de diciembre, Oka participó en la Young Lion Cup 2017, donde terminó tercero con un récord de tres victorias y dos derrotas. Oka y Kitamura hicieron su debut en All Japan Pro Wrestling (AJPW) el 5 de julio de 2017, perdiendo ante Wild Burning (Jun Akiyama & Takao Omori).
El 30 de junio de 2018, Oka debutó con una nueva gimmick y nombre como Great-O-Kharn. Derrotó a Shota Umino con un nuevo finalizador, un corte mongol entregado desde el segundo tensor. Great O-Kharn comenzó su excursión en el Reino Unido con Revolution Pro Wrestling, afiliada de New Japan, y comenzó con 3 victorias impresionantes y desde entonces reinventó a su finalista en una presentación de Crossbow. En el Summer Sizzler de Revolution Pro Wrestling, O-Kharn derrotó a la superestrella estadounidense Shane Strickland y continuó su racha ganadora en las grabaciones de RevPro. El 13 de octubre de 2019 en RevPro Live In Southampton 10, Great O-Kharn hizo equipo con Rampage Brown para ganar el Campeonato Indiscutible Británico en Parejas de RPW tras vencer a Dan Magee & Kurtis Chapman.
El 16 de octubre de 2020, O-Kharn, ahora con el nombre ligeramente modificado como Great-O-Khan, regresó a NJPW durante G1 Climax 30, ayudando a Will Ospreay a derrotar a Kazuchika Okada. Se unió a Ospreay y su novia, Bea Priestley, en una nueva stable The United Empire.

## Campeonatos y logros
- New Japan Pro-Wrestling
  - IWGP Tag Team Championship (4 veces) – con Jeff Cobb (2), HENARE (1), Callum Newman (1).
  - NJPW World Television Champion (1 veces)

- Revolution Pro Wrestling
  - British Heavyweight Championship (1 vez, actual)
  - RPW Undisputed British Tag Team Championship (1 vez) – con Rampage Brown

- Southside Wrestling Entertainment
  - SWE Tag Team Championship (1 vez) - con Rampage Brown

- Pro Wrestling Illustrated
  - Situado en el Nº427 en los PWI 500 de 2018[13]